# Acidente de Three Mile Island
O acidente de Three Mile Island foi uma fusão nuclear parcial do reator da Unidade 2 (TMI-2) da Usina Nuclear de Three Mile Island, localizada no rio Susquehanna, em Londonderry Township, perto de Harrisburg, Pensilvânia, Estados Unidos. O acidente do reator começou às 4h em 28 de março de 1979 e liberou gases radioativos e iodo radioativo no meio ambiente. É o pior acidente na história das centrais nucleares comerciais americanas. Na Escala Internacional de Eventos Nucleares, o acidente do reator como nível 5, um “acidente com consequências mais amplas”.
O acidente começou com falhas no sistema secundário não nuclear, seguidas por uma válvula de alívio operada por piloto (PORV) presa e aberta no sistema primário, que permitiu que grandes quantidades de água escapassem do circuito de refrigerante isolado pressurizado. As falhas mecânicas foram agravadas pela falha inicial dos operadores da planta em reconhecer a situação como um acidente de perda de refrigerante (LOCA). O treinamento e os procedimentos operacionais da TMI deixaram os operadores e a gerência despreparados para a deterioração da situação causada pelo LOCA. Durante o acidente, essas inadequações foram agravadas por falhas de projeto, como controle deficiente, uso de vários alarmes semelhantes e falha do equipamento em indicar o nível de estoque do líquido de arrefecimento ou a posição do PORV preso aberto.
O acidente aumentou as preocupações com a segurança antinuclear entre o público em geral e levou a novas regulamentações para a indústria nuclear. Acelerou o declínio dos esforços para construir novos reactores. Os ativistas do movimento antinuclear expressaram preocupações sobre os efeitos regionais do acidente na saúde. Alguns estudos epidemiológicos que analisaram a taxa de câncer na área e arredores desde o acidente determinaram que houve um aumento estatisticamente significativo, enquanto outros não. Devido à natureza de tais estudos, é difícil provar uma relação causal entre o acidente e os casos de câncer.
A limpeza no TMI-2 começou em agosto de 1979 e terminou oficialmente em dezembro de 1993, com um custo total de cerca de 1 bilhão de dólares (equivalente a 2 bilhões de dólares em 2023). O TMI-1 foi reiniciado em 1985 e desativado em 2019 devido a perdas operacionais. Espera-se que volte a funcionar em 2028, como parte de um acordo com a Microsoft para fornecer energia aos seus centros de dados.

## A causa

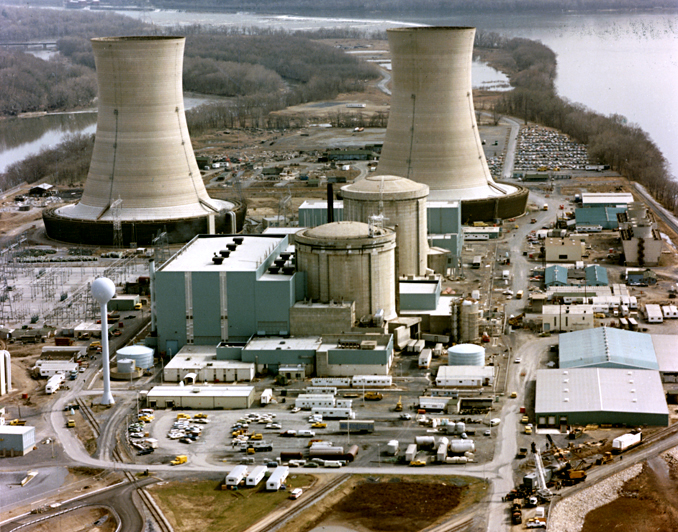
Foto da Usina Nuclear de Three Mile Island. Os reatores encontram-se nas cúpulas mais pequenas de topos arredondados (as grandes chaminés são apenas torres de arrefecimento).

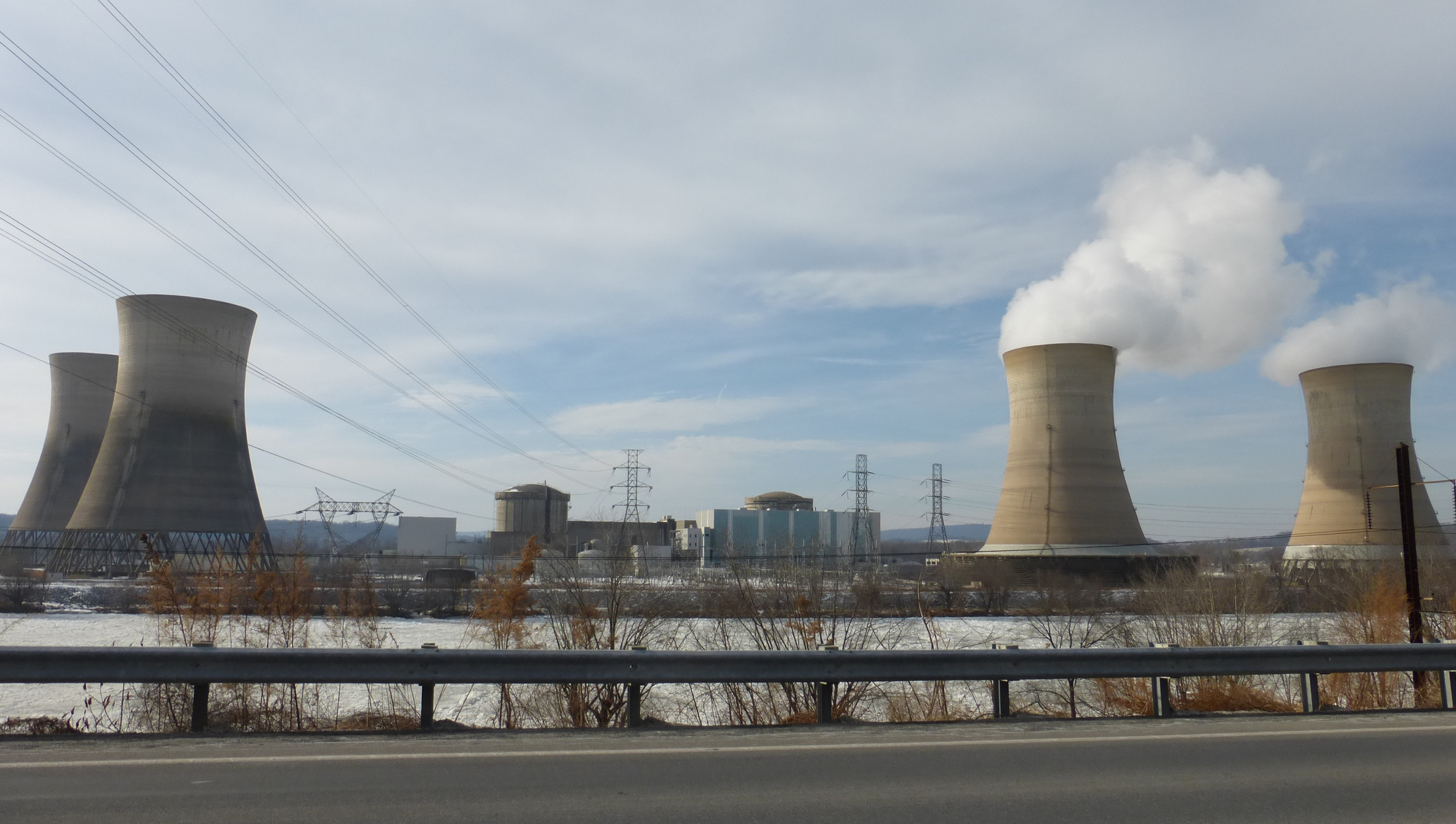
Three Mile Island em 2014. Usam só uma central nuclear, a TMI-1 à direita. TMI-2 à esquerda, não foi usada desde o acidente.

O acidente começou às 4 da manhã da quarta-feira, dia 28 de Março de 1979, com falhas no sistema secundário não-nuclear, seguido por uma válvula de alívio operada por piloto do sistema primário que tinha ficado aberta, permitindo que grandes quantidades de líquido de arrefecimento escapassem. As falhas mecânicas foram criadas pela falha inicial dos operadores do reator em reconhecer a situação como um acidente de perda de líquido refrigerante devido a treino inadequado e factores humanos como erros de desenho industrial relacionados com a presença de indicadores ambíguos na sala de controlo no interface do utilizador  da central. O âmbito e complexidade do acidente tornaram-se claros no decurso de cinco dias, quando empregados da Metropolitan Edison, oficiais do estado da Pensilvânia e membros da Comissão Nuclear Reguladora dos Estados Unidos tentavam compreender o problema, comunicavam a situação para a imprensa e comunidade local, decidiam se o acidente requeria uma evacuação de emergência e por fim davam conta do fim da crise.
No final, o reator foi de novo controlado, apesar de maiores detalhes do acidente só terem sido descobertos mais tarde, seguindo extensas investigações por uma comissão presidencial e pela Comissão Nuclear Reguladora. O Relatório da Comissão Kemeny concluiu que "ou não haverá casos de câncer ou o número será tão pequeno que nunca será possível detectá-los. A mesma conclusão é aplicável para outros efeitos de saúde." Alguns estudos epidemiológicos posteriores ao acidente suportaram a conclusão de que a libertação de radiação no acidente não teve efeitos perceptíveis na incidência de cancro nos residentes perto do reator, apesar de estas descobertas terem sido contestadas por uma equipa de pesquisadores.
A reação pública relativa ao evento foi provavelmente influenciada pela saída, 12 dias antes do acidente, de um filme chamado The China Syndrome, que descrevia um acidente num reator nuclear. Comunicações efetuadas por oficiais durante as fases iniciais do acidente foram sentidas como confusas. O acidente foi seguido por uma cessação de construção de novas centrais nucleares nos Estados Unidos da América.

### Falhas humanas e de equipamento

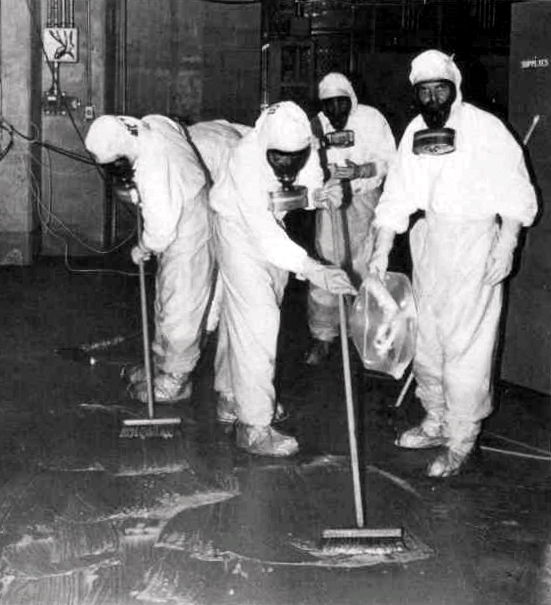
Equipe faz limpeza em prédio auxiliar do reator danificado, 1979

Uma bolha de gás altamente radioativa havia se instalado na parte de cima do reator, uma parte do urânio derreteu e o material fisionazion entrou em contato com a água, impedindo o acesso da água de refrigeração. Somente no dia 2 de abril, os técnicos conseguiram reduzir a bolha de gás em volta do reator de 50 metros cúbicos para cerca de um metro cúbico. Enquanto isso aumentavam nos Estados
Unidos as críticas às medidas de segurança.
Em contrapartida, a empresa que administrava a usina acusou as autoridades de exagero ao comentarem o incidente. Algum tempo depois, os elementos combustíveis resfriaram e o perigo de explosão estava afastado.
No dia 1 de novembro de 1979, uma comissão nomeada pelo então presidente dos Estados Unidos, Jimmy Carter, a Kemeny Commission Investigation, chegou à conclusão de que o acidente fora causado por uma combinação de diversos factores: falhas várias do equipamento, erros humanos, procedimentos administrativos inadequados e deficiências do projeto. A comissão acusou severamente a Babcock & Wilcox, a Met  Ed (Metropolitan Edison Company), GPU (General Public Utilities), e a NRC (Nuclear Regulatory Commission), mas esclareceu que não tinha mandato para desenhar conclusões sobre o futuro da indústria nuclear ou para fazer comparações da energia nuclear com outras fontes de energia. Acrescentou, contudo, que sem as falhas humanas, o acidente teria sido provavelmente bem menor.
A princípio, a direção da usina pretendia reparar o reator danificado. Os técnicos constataram, no entanto, que os danos haviam sido maiores do que se suspeitava. Setenta por cento do núcleo do reator fora destruído pelo calor.

## Evacuação

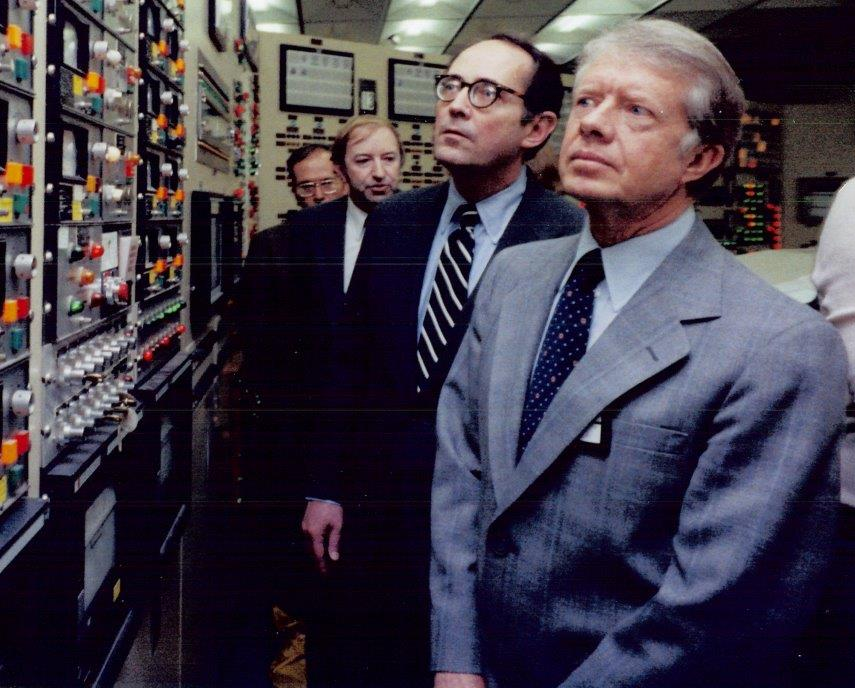
Jimmy Carter na sala de controle do TMI-2 em 1979

Vinte e oito horas após o acidente ter começado, o então vice-governador da Pensilvânia, William Scranton III, apareceu em um boletim de notícias para dizer que a Metropolitan Edison, dona da fábrica, assegurou ao estado que "tudo estava sob controle". Mais tarde naquele dia, o vice-governador mudou sua afirmação, dizendo que a situação era "mais complexa do que a empresa antes nos levou a acreditar". Havia declarações conflitantes sobre lançamentos de radioatividade. As escolas foram fechadas e os moradores foram instados a permanecer em casa. Os agricultores foram informados para manter seus animais em lugares cobertos, com alimentos.
O então governador Dick Thornburgh, sob o conselho do presidente da Comissão Reguladora Nuclear Joseph Hendrie, aconselhou a evacuação "de mulheres grávidas e crianças de idade pré-escolar (...) dentro de um raio de 5 milhas (8 km) da instalação de Three Mile Island". A zona de evacuação foi ampliada para um raio de 20 milhas (32 km) na sexta-feira, 30 de março. Dentro de dias, 140 000 pessoas deixaram a área. Mais da metade da população de 663 500 pessoas no raio de 20 milhas (32 km) permaneceu naquela área. De acordo com uma pesquisa realizada em abril de 1979, 98% dos evacuados voltaram para suas casas dentro de três semanas.
Um dia depois do acidente, um grupo de ecologistas mediu a radioatividade em volta da usina, a intensidade era oito vezes maior que a letal. Uma área de até 16 quilômetros em volta de Three Mile Island estava contaminada. Apesar de ter sido declarado o estado de emergência, nenhum dos 15 mil habitantes que moravam numa área até dois quilômetros da área contaminada foi evacuado. O governador Dick Thornburgh, iniciou a retirada dos habitantes só dois dias depois, começando com as gestantes e crianças.